# Mykel Williams
Mykel DeAnthony Williams (Warm Springs, 29 giugno 2004) è un giocatore di football americano statunitense che milita nel ruolo di defensive end per i San Francisco 49ers della National Football League (NFL).

## Carriera universitaria
Williams inizialmente si iscrisse a USC ma alla fine optò per Georgia nell'ottobre 2021. Debuttò partendo come titolare nella prima gara della stagione 2022 contro Oregon. A fine anno vinse il titolo nazionale e Pro Football Focus lo nominò Freshman All-American. Fu inserito nella formazione ideale della Southeastern Conference sia nel 2023 che nel 2024.

## Carriera professionistica

### San Francisco 49ers
Williams fu scelto dai San Francisco 49ers nel corso del primo giro (11º assoluto) del Draft NFL 2025.